# La Chapelle-d'Aligné

La Chapelle-d'Aligné este o comună în departamentul Sarthe, Franța. În 2009 avea o populație de 1,518 de locuitori.